# 身長差別
身長差別（しんちょうさべつ、英: Height Discrimination）、あるいはハイティズム（英: Heightism）は、身長に基づいて個人を差別することをいう。原則として、身長がある集団内における通常の許容域に属さない個人に対して行われる差別的取り扱いに関する言葉である。

## 概要
身長差別は平均身長より大幅に背の低い男性に対して行われるものが最も一般的である。背の低い男性はナポレオン・コンプレックスと呼ばれる劣等感を抱きやすく、身長を大きくするためにイリザロフ法などの骨延長手術を行う人もいる。女性の場合は、逆に高身長の場合に行われることが一般的である。背の高い女性の中には、身長を小さくするために多量のエストロゲンを使う人もいる。こういった差別は一般的に受け入れられ、無視されている。
研究によれば、人間の脳は身長を社会的ステータスや健康状態を見極める指標として用いている傾向が確認できる。脳は自動的に身体のサイズを、リーダーとしてのポテンシャル、権力、強さ、知性と結びつけている。この効果は生後10ヶ月ほどの幼児にも見受けられた。身長は、ある個人の栄養状態が良いことや、高い社会的ステータスを持っており、したがってリソースを幼児に供給してくれることを示す指標となっているからだと、進化心理学者は理論づけている。また、身長は他にも一般的な健康や身体的な強さをも示すが、後者は支配力を行使する上で有用になりうる。前述の特徴と身長の自動的な連想は、女性を評価するときよりも、男性を評価するときに、より強くなると見られている。

## 用語の起源
"ハイティズム"という用語は、社会学者であるSaul Feldmanが、「The presentation of shortness in everyday life—height and heightism in American society: Toward a sociology of stature」と題した論文で用いたのがはじまりである。この論文は1971年に開かれたアメリカ社会学会で発表された。ハイティズムという用語は『Second Barnhart Dictionary of New English』(1971年)にも掲載されており、1971年発行のタイム誌に掲載されたFeldmanの論文によって広まったとされる。この単語は、「接辞の変わった用法」を通じて新しい単語を提供するタイム誌の慣習の一つの例であるといえる。ただし、タイム誌自身は、この単語が1991年版の『Random Webster's College Dictionary』に収録されるのに反対していた。彼らは、『ランダム・ウェブスター』を「読者の気分を害さないように必死で、良い用法だけをのせる」、「疑問符が浮かぶような数多くの用法に権威を与えるが、そのうちの多数はポリティカル・コレクトネスの考え方に染まっている」辞書の例としてあげている。
ハイティズムという語句は、セクシズムという語の用法を模倣するような使い方、特に偏見や差別に関係した使い方が増加していることの一つの例として見ることができる。

## 身長と一般社会における差別

### 賃金と社会的経験
『the Journal of Applied Psychology』に掲載された研究論文は、身長が男性にとっての成功に強く結びついていることを示している。この論文によれば、年齢や体重などその他の社会心理学的変数を制御すると、男性の身長の増加は収入の上昇と対応することがわかったという。経済学者のNicola Persico、Andrew Postlewaite、Dan Silvermanらは"長身プレミアム"について説明しているのだが、「1インチ(2.54cm)身長が増加すると、それに付随して1.8%の給与の上昇がみられる」ことを発見した。また彼らは、成人男性の給与は16歳時点での身長とリンクしている可能性があるとしている。16歳時点での身長が1インチ増えると、成人時点での給与が平均して2.6%上昇するというのである。これは、1996年時点での年収でいえば、およそ850ドルの給与上昇と同等である。換言すれば、おそらく16歳時点で身長の高い男性は、低い男性と比べて、身長とそれに付随する社会的経験が、のちに成人した時の高い給与へと転化しやすいのであろう。
中国では、特に高収入だったり、中間ぐらいの収入を得ている女性は、平均よりも身長が1cm高くなるごとに給与も1.5〜2.2%上昇している。履歴書に身長を書くのは一般的なことであるという。また、中国のスタートアップ企業やアリババなどの大企業で「プログラマー・モチベーター」として、プログラマーのやる気を出す役割を担う女性の募集がかけられたこともある。この職では容姿が要件に含まれており、中には5フィート2インチ(157cm程度)以上の身長を求人条件に求めている企業もあった。その後、アリババは批判を受けてこの求人広告を取り下げている。　
あらゆる相関関係にいえることだが、作用している要因は他にもあるかもしれない。例えば人間集団において、身長と知能には統計的に著しい正の相関関係があることを示す疫学研究は数多くある。しかしながら、この相関関係は統計的には大きいものの、一般的には弱いものであり、身長の多様性が認知機能に直接的な影響を与えていることを示しているわけではない。先進国においても発展途上国においても、顕著な相関関係が子供時代の初期、後期で見られたが、大人になると、環境や社会的地位の変化がこの相関関係の影響力を弱めている。
高収入を得ている人は、満足のいく食事をすることができ、より綺麗で広い家に住んでいる傾向にあるので、高身長に育ちやすいともいわれている。また、金持ちの地域と貧乏な地域では、前者の方が大きく育ちやすい。上記の通り、高身長がまた高収入と強い関連性を持つのであれば、経済的格差はどんどん広がることになる。
最近の研究では、身長差別は人種的マイノリティに対してもっとも頻繁に起きることが示唆されている。2007年の研究によれば、アフリカ系アメリカ人から体重や身長に基づく差別被害の報告が多くなっているという。また、この差別の割合は女性の労働者でより高くなっている。

### ビジネス
単純労働者や、警察官、ほとんどのプロスポーツ選手、フライト・アテンダント、ファッションモデルなど身長の高い人を確かに求めていたり、少なくとも選好する職業も存在する。アメリカ軍のパイロットでは、63〜79インチ(160〜200cm)の身長が求められ、座高は34〜40インチ(86〜102cm)はなければならないとされている。これらの例外を除けばほとんどの場合、身長は職務をうまく遂行できるか否かに影響を与えないようである。それでもなお、ある研究によれば、身長の低い人は高い人よりも賃金が低く、人種間やジェンダー間での差と似た規模の格差が存在するという。
5フィート7インチ(170cm)以下のCEOは3%にも満たないことが、調査によって明らかになっている。そして、CEOのうち90%は平均身長(アメリカでは175cm)より上であった。

### 政治
アメリカの大統領選挙においては、より背の高い候補者が勝った割合が67%にも及んだ。一方州レベルでは、ワシントン州のように身長が勝敗に影響を及ぼさない地域もあった。研究を行った著者は、「身長が重要なファクターなのであれば、女性は不利になる」と指摘し、「ワシントン州は世界中に蔓延するハイティズムに対抗している事例だといえるかもしれない」と述べている。
また、投票者は自身が支持する候補者の身長を実際よりも高く、支持しない候補者の身長を実際よりも低く知覚していることがわかっている。
政治家の中には、ウラジーミル・プーチンやマルコ・ルビオなど、シークレットシューズを活用している人もいる。また、公式プロフィールの身長と実際の身長が一致しないケースも多々あるとされ、例えばドナルド・トランプも公称では6フィート3インチ(約192cm)となっているが、昔の運転免許証では6フィート2インチ(約189cm)と記載されているという。

### デートと結婚
ハイティズムはデートでの選好においても一つの要素となる。身長が、性的魅力においてもっとも大事な要素だという人もいる。
高身長の男性の方がかなりの程度生殖に成功しやすいという事実は、高身長男性がより結婚しやすく、より子供を持つ可能性も高いことを示唆する研究により証明されていた。例外は、戦争などで著しく男性が少ない社会だけだ。しかしながら、最近の研究では、この理論に疑問符をつけるものも多くなっており、身長と子供の数の間にはなんの関係もないことがわかっている。さらに、脚の長さや脚と体の比率に関する研究では、高身長の配偶者に対して著しい選好がみられるという考え方と対立する結果が出ているという。2008年の研究では、高身長にしろ低身長にしろ、極端な場合は魅力が減るとの結果が出ており、2006年の研究では、脚と体の比率が低い男性と比率が高い女性は美的アピール度が増してみえることがわかっている。進化生物学的観点からいうと、これらの発見は身長と健康に関するデータと一貫性があるといえる。したがって、生物学的論拠、もっと具体的に言えば、背の高い配偶者への選好に関する進化論的論拠は疑わしく、具体的なエヴィデンスを欠いている。また、Journal of Family Issuesに発表されたある研究では、高身長への選好は進化論的なバイアスというより、社会的期待によるものだと示唆する証拠も見つかっている。
行動経済学者のダン・アリエリーの研究によれば、アメリカ人女性は高身長男性とデートすることに対して並々ならぬ選好をみせ、低身長の男性が魅力的と判断されるには、高身長男性よりもかなりの額を稼がなければならないという。また、オンライン・デーティングを研究する社会科学者によれば、男性も身長の低い女性を好むとされ、実際に低身長の女性と高身長の男性はより多くメッセージを受け取る傾向にあった。ただし、女性は高身長の男性を理想とするが、実際のヘテロカップル間の身長差は、理想の身長差ほどは開いていないこともわかっている。
2012年に行われたある研究では、男性も女性もトレードオフの手法を用いて身長差について妥協しようとしていることがわかった。男性は妻よりも1%高い賃金を稼ぐことで、1.3BMI分を埋め合わせている可能性があり、女性は高等教育を1年多く受けることで、2BMI分を埋め合わせている可能性がある。さらに、2015年の研究では、男性も女性も高身長の配偶者を持つことで、利益を得ていることがわかった。夫の側では、妻の身長と相互関係にある優れた点、たとえば教育知識などに起因する長所を得ることができる。妻の側でも身長の高い配偶者を求めているが、これは高身長者は高賃金を得やすいからである。また、全米経済研究所の調査によれば身長の低い男性は、若いが著しく教育水準の低い女性と結婚する傾向にあったという。
それでもなお、ポスト工業化社会における文化的レベルでは、身長と魅力の間の社会学的関係は存在するといえる。この文化的特徴は、一方で近代化した世界には適応することができるが、他方では超自然的な人間の本質というわけではない。ヘテロ女性の出会い系サイトでの行動に関する定量的研究では、高身長男性に対する著しい選好が示され、女性の大部分は平均よりもかなり身長が低い男性を受け入れないことが示された。フローニンゲン大学とバレンシア大学での研究では、魅力があり、肉体的に優位で、社会的に力を持つライヴァルに対してもっとも不安を感じていた男性は、自分たちの身長が高ければ高いほど、嫉妬を感じにくかった。この研究では、ほとんどの女性は他の女性の身体的魅力に嫉妬を感じていたが、中ぐらいの身長の持ち主はほとんど嫉妬を感じにくかった。オランダとスペインの研究者によって作成された報告では、平均的な身長の女性はもっとも繁殖力が強く健康的な傾向にあるから、似た特徴を持つ女性に対して脅威を感じにくい傾向にあったと述べられている。

### メディア
マスメディアにおけるハイティズムは、身長が平均的な範囲に収まらない人をからかいのタネにするという形であらわれる。
同様に、低身長の男性は主役を与えられないことが多い。アラン・ラッド(5フィート6インチ)のような有名な映画俳優の中には、実際の生活では低身長だったのに、フィクションの描写ではより高身長に描かれる人もいた。ハリウッドでは、身長が非常に高い俳優も身長差別の問題に直面してきた。両者とも約6フィート4 1⁄2インチ(1.94m)の背丈を持つドルフ・ラングレンやアーミー・ハマーは、身長が高すぎたせいで、配役を得られなかったり、得られなくなりそうになったことがあると述べている。
1987年にBBCで放送されたコメディシリーズ『A Small Problem』では、身長が5フィート以下の人は組織的に差別される全体主義社会を舞台にしていた。この番組は脚本家が「偏見を強めている」、「不愉快な言葉を使っている」として、たくさんの批判や苦情を受けた。作者は、自分たちの意図はすべての偏見は愚かなことだと示す点にあり、身長という要素はランダムに選ばれただけであると弁解した。
2008年に放送されたドキュメンタリー『S&M Short and Male』は、低身長の男性が日常生活や、恋愛、仕事の中で直面する障害や偏見を描き出したものである。

## 学術的観点

### 道徳哲学
道徳哲学者であるジェームズ・レイチェルズは自身の論文で、身長による偏見を取り扱っている。彼の論文によれば、身長の高い人の方が身長の低い人より収入が高かったり、就職で採用されやすかったりするという研究結果を示した上で、これらの偏見は全く無意識のうちに影響を及ぼしうると述べている。また、同論文内で黒人差別や女性差別の是正のための優先制度（アファーマティブ・アクション）を身長に関しても適用できるかを次のように論じている。もし背の低い人を正当に扱うことを保障するような政策が実際に可能だとすれば反対する理由はないが、実際に可能かどうかがわからないため、その政策を擁護することができるかどうかもわからない。しかし「高身長主義」が社会問題となり、もし本当に背の低い人が不当な扱いを受け続けているならば、他の差別と同じように是正措置をとる十分な理由になるものと思われる。そして、今のところは「高身長主義」は社会問題ではなく、雇用やその他のことなどに割り当て（優先制度）を科すといった抜本的措置をとるのはおそらく賢明な策ではないだろう、と結論付けている。

### ジェンダーロール
男性に支配的役割を、女性に従属的役割を持たせる社会において、背の高い男性が背の低い女性を抱きしめるというようなイメージは、「恋愛関係では男性が主導的立場にならなければならない」という考え方を強化することにもつながる。北テキサス大学とライス大学の社会学者はこのように述べている。

## 社会問題

### 男性の身長と自殺
アメリカ精神医学会の公式月刊誌である『American Journal of Psychiatry』に発表された調査結果によれば、スウェーデン人男性では身長の高さと自殺率の高さに強い負の相関関係があることがわかった。これは、成人男性の精神障害の原因に子供時代から晒されていることの重大さの表れかもしれないし、低身長の男性が成人になってから生活の中で直面するスティグマや差別を反映しているのかもしれない。1,299,177人のスウェーデン人男性を18歳から、最大で49歳まで追跡し、出生、徴兵、死亡率、家族、戸籍などのデータのレコード・リンケージによる研究を実施した。すると、身長が2インチ(5cm)増加すると、自殺のリスクが9%低下することがわかった。

### 成長クリニック
韓国では元来、低身長は勇猛さの証として評価されていたが、西洋的な美の理想が流入したことで、こういった風潮はなくなっていった。実際にお見合いの場で仲人から、「低身長は欠陥」だとみなされる場合もあるという。その結果、低身長は懸念事項になり、東洋医学やストレッチ、成長ホルモンの注射などを行って成長を促す「成長クリニック」が人気を博すようになった。ただし、中にはエヴィデンスの弱いものも多く、専門家は警鐘を鳴らしている。また、結果を誇張するなど詐欺的な広告も多く、費用が高いことなども含めて社会問題になっている。

## 法制化
現状ではアメリカ合衆国内で身長差別を禁止している州はミシガン州だけである。マサチューセッツ州下院議員のByron Rushingによって身長差別を禁じる法律案が提出されたこともある。地方自治体では、サンタクルーズとサンフランシスコの二つが身長差別を禁止している。ワシントンD.C.は容貌に基づいた差別を禁止しており、カナダのオンタリオはオンタリオ州人権法のもと、身長差別を禁止している。また、オーストラリアのビクトリア州は1995年平等機会法のもと、身体的特徴を理由とした差別を禁じている。中国政法大学のとあるグループは、身長や身体的特徴に基づく差別を禁止する法律案を起草している。
職場における身長差別を追及した訴訟の成功例には、条件を十分に満たしている応募者であるにもかかわらず、身長が低すぎるために銀行への求職を断られたという2002年の事例、2005年にスウェーデンでヴォルヴォが職に不必要な身長要件を求めたという事例、1999年にコーラーカンパニー、少なくとも5フィート4インチ(163cm)ない女性求職者は検討すらしないという非公式の慣行を置いていた事例などがある。真正な職業資格ではないにもかかわらず、身長を雇用条件にすることは、徐々に一般的ではなくなってきている。